# Жизел Биндшен
Жизел Биндшен (порт. Gisele Bündchen; Оризонтина, 20. јул 1980) бразилска је манекенка, глумица и активисткиња. 
Од 2001. године је један од најплаћенијих модела на свету. Заузела је 16. место на Форбсовој листи најбогатијих жена у шоубизнису 2007. године, а 2014. године заузела је 89. место на листи најмоћнијих жена на свету, издате од стране истог часописа.
Извршила је велики утицај у модном свету јер је, како наводи часопис Воуг, заслужна за окончање хероин шик ере у моделингу 1999. године, заменивши то својим секси телом са облинама и златним теном. Жизел Биндшен је била модел компаније Викторија'с сикрет, као анђео од 1999. до 2007, где је потписала најскупљи уговор у историји пословања ове компаније. Клаудија Шифер је за њу изјавила 2007. године да је још једини преостали активни супермодел.
Жизел Биндшен се до јула 2018. године појавила на више од 1200 насловница разних часописа.
Свој хуманитарни невладини ангажман је остварила у организацијама попут Спасимо децу, Црвени крст, Лекари без граница, а од 2009. године је амбасадор добре воље у програму за очување животне средине у Уједињеним нацијама (енгл. United Nations Environment Program).

## Биографија
Са 14 година је учествовала на избору за модела „Елит модел лук”. Почела је да ради као манекенка са 15 година. 1997. године, почиње њен велики пробој и успех у каријери. Радила је и ходала у више од 2000 модних ревија, за најпознатије светске модне марке и куће, као што су Кристијан Диор, Шанел, Валентино, Версаче, Бенетон, Ђорђо Армани, Том Форд, Баленсијага, Балмен, Роко Бароко, Томи Хилфигер, Лаура Бјађоти, Лакост, Ђанфранко Фере, Роберто Кавали, Макс Мара, Марк Џејкобс, Манго, Зара, Александер Меквин, Клои, Мисони, Фенди, Гучи, Прада, Луј Витон, Бурбери, Хермес, Жан Пол Готје, Живанши, Мисони, Дона Каран, Ана Суи, Алберта Ферети, Есприт, Калцедонија и многе друге. Сликала се преко 100 пута за насловницу часописа Воуг.
Била је модел компаније Викторија'с сикрет од 1999. до 2007. Најплаћенији је топ модел на свету. Била је заштитно лице парфема The One робне марке Долче & Габана. На модној ревији компаније Викторија'с сикрет носила је грудњак вредан 15.000.000 долара.

## Приватни живот
У периоду од 2000. до 2005. године била је у вези са глумцем Леонардом ди Капријем, а 2004. године их је часопис Пипл уврстио на своју годишњу листу најлепших парова. 
Крајем 2006. године Жизел Биндшен је започела емотивну везу са играчем америчког фудбала Томом Брејдијем. Венчали су се 26. фебруара 2009. године на скромној церемонији у Санта Моники, у Калифорнији, а у априлу исте године приредили су још једну церемонију на Костарики. Имају двоје деце: сина Бенџамина (2009) и ћерку Вивијен Лејк (2012). Поред тога, Жизел је маћеха Томовом првом сину из брака са глумицом Бриџет Мојнахан.
Заједно са својом породицом, Жизел се придржава исхране засноване првенствено на биљној основи. Живе у Бруклајн, у Масачусетсу, где њен супруг Том Брејди игра за Њу Ингланд патриотсе

## Филмографија
| Улоге Жизел Биндшен |                    |               |        |              |
| Година              | Српски назив       | Изворни назив | Улога  | Напомена     |
| 2004                | Такси              |               | Ванеса |              |
| 2006                | Ђаво носи Праду    |               | Серена |              |
| 2008                | Coração Vagabundo  |               | себе   | документарац |
| 2013                | Госпођица К.       |               | себе   | документарац |
| 2018                | Том против времена |               | себе   | документарац |
| 2020                | Пољуби тло         |               | себе   | документарац |